# 倉敷総社バイパス
倉敷総社バイパス（くらしきそうじゃバイパス）は、国道429号のバイパスとして、岡山県倉敷市-総社市間における幅員狭小区間の解消のために整備された道路である。

## 概要

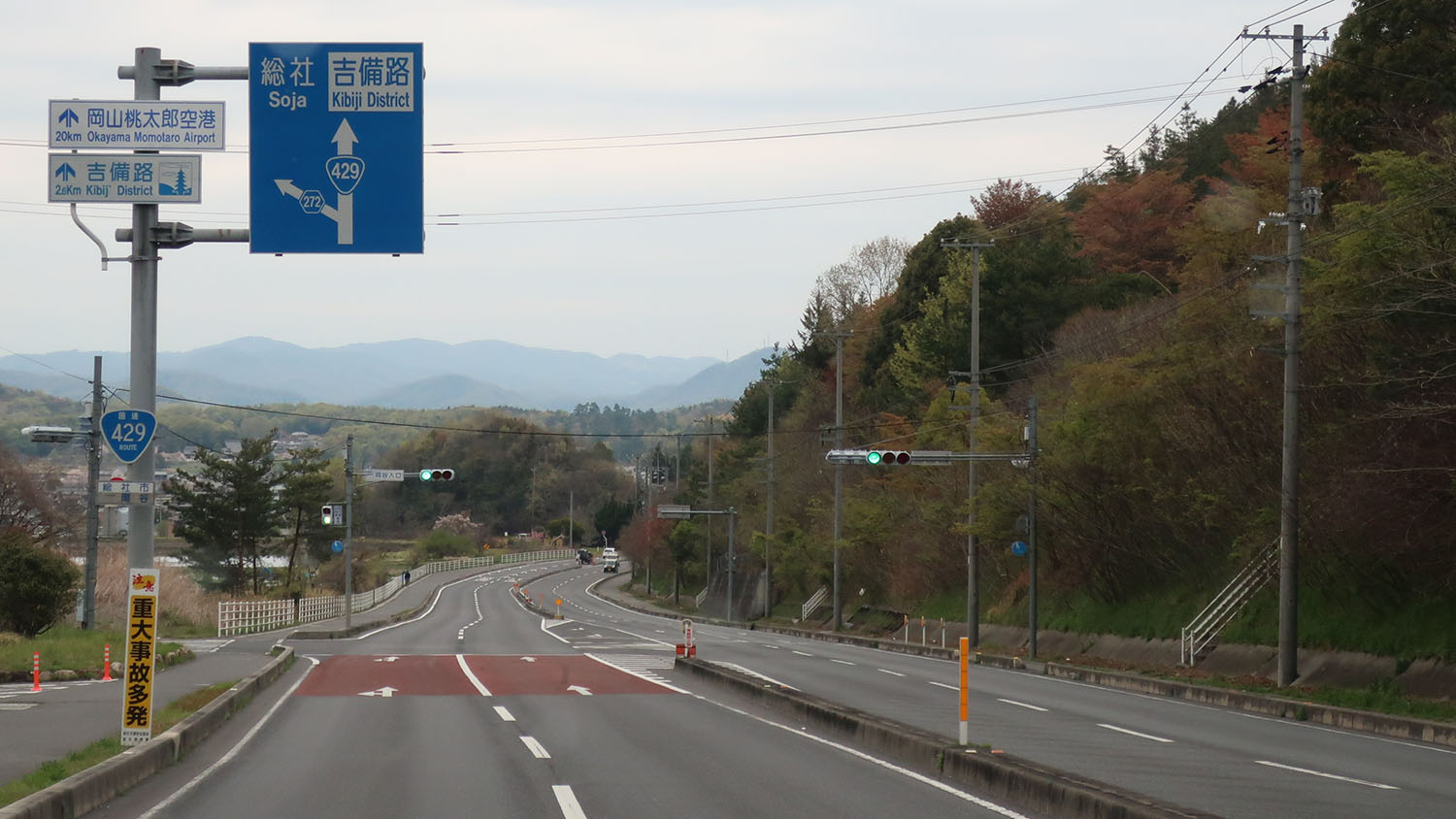
倉敷総社バイパス
岡山県総社市岡谷

名称に「バイパス」と冠しながら、総社市宿-総社市岡谷間を除き、大部分が既存道路の活用による拡幅と線形改良により整備されている。倉敷市西坂-総社市宿間は、国道429号の拡幅と線形改良。総社市岡谷-総社市総社間は農免道の拡幅によるもので、総社市宿-総社市岡谷間のみが新設道路である。しかし、新設区間に並行して旧来の道路が通っており、全線が4車線化される以前から旧来の道路を介して全線が1.5車線-2車線の道路で暫定的に通り抜けられる形となっており、バイパスというよりも拡幅道路という性格が強い。新設区間の開通に伴い、旧来の国道429号は国道から外され、国道429号本線はバイパスに一本化された。「倉敷総社バイパス」の名称は、事業名および通称道路名として残ることとなる。
2010年（平成22年）4月28日午前10時をもって倉敷市西坂-総社市岡谷間（約1.3km）が4車線化され、全線4車線供用となり事業が完了する。これにより、吉備路の田園地帯を南北に貫く道路となった。事業主体である岡山県の発表によると、「倉敷総社バイパス」としての事業区域は倉敷市西坂を起点とし、総社市総社を終点としている。ところが通称道路名としては、1988年3月1日に開通した山陽自動車道倉敷ICの開設に合わせる形で倉敷市浜ノ茶屋-倉敷市西坂間のバイパス化が行われたため、この区間も含めて「倉敷総社バイパス」と地域住民に呼称され、通称道路名としての起点の認識は倉敷市浜ノ茶屋の浜ノ茶屋交差点、もしくは倉敷市平田の平田交差点と人によって異なる。

### 路線データ
- 起点：岡山県倉敷市西坂
- 終点：岡山県総社市総社・北國府交差点（国道180号総社・一宮バイパス交点）
- 延長：約5.8km
- 設計速度：60km/h
- 道路幅員：22m
- 車線幅員：3.25m×4（完成4車線）
- 歩道幅員：3.5m×2（両側歩道）
- 事業主体：岡山県

## 沿革
- 1988年（昭和63年）：整備着手。
- 2008年（平成20年）3月末：総社市岡谷-総社市総社間（約4.5km）の4車線化完了。
- 2010年（平成22年）4月28日：倉敷市西坂-総社市岡谷間（約1.3km）が4車線化され、全線事業完了。

## 通過市町村
- 倉敷市
- 総社市

## 沿線施設
- 吉備路
  - 備中国分寺
  - 国民宿舎サンロード吉備路

## 接続道路・交差点
| 交差する道路                                      | 交差する道路                                      | 交差地点                     |
| ------------------------------------------------- | ------------------------------------------------- | ---------------------------- |
| 国道429号 倉敷市街方面                            |                                                   |                              |
| 山陽自動車道倉敷IC                                | 山陽自動車道倉敷IC                                | 倉敷市西坂                   |
| 岡山県道272号水別総社線                           | -                                                 | 岡谷入口交差点（総社市岡谷） |
| 岡山県道270号清音真金線                           | 岡山県道270号清音真金線                           | 国分寺西交差点（総社市岡谷） |
| 岡山県道700号岡山総社自転車道線（吉備路自転車道） | 岡山県道700号岡山総社自転車道線（吉備路自転車道） | 総社市三須                   |
| 都市計画道路（総社市道）東総社中原線              | -                                                 | 総社市三須                   |
| 国道180号                                         | 国道180号                                         | 国分寺口交差点（総社市井手） |
| 国道180号総社・一宮バイパス（事業中）             | 国道180号総社・一宮バイパス 足守・高松方面        | 北國府交差点（総社市総社）   |